# Gotthilf Kurth

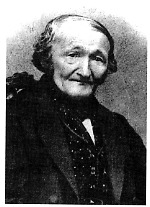
Gotthilf Kurth

Christian Gotthilf Kurth (* 1805) war der erste Strumpffabrikant in Auerbach im Erzgebirge und erste Fabrikant am Ort überhaupt. 

## Leben
Der Strumpfwirkermeister Kurth gründete sein Unternehmen 1834 und begründete damit die bedeutende Tradition des industriellen Strumpfwirkens in Auerbach.
1871 wurde in dem Unternehmen die erste Strumpflängenmaschine, die sogenannte Pagetmaschine (erste „eiserne“ Strumpfwirkmaschine) in Betrieb genommen, die die bisherigen Handkulierstühle ablöste. Bereits in den 1880er Jahren wurden die handbetriebenen Pagetmaschinen allerdings selbst wieder durch dampfbetriebene Cottonmaschinen abgelöst.